# Leo Pierson
Pour les articles homonymes, voir Pierson.
Leo Pierson (de son vrai nom Leo Olof Pierson) est un acteur et scénariste américain né le 25 décembre 1888 à Abilene (Kansas), et mort le 2 octobre 1943 à Los Angeles (Californie).
Il était marié à la réalisatrice et scénariste Ruth Ann Baldwin.

## Filmographie partielle

### Comme acteur
- 1911 : George Warrington's Escape de Hobart Bosworth
- 1911 : The Profligate de Francis Boggs
- 1911 : The Little Widow de Francis Boggs
- 1911 : The Bootlegger de Francis Boggs et Hobart Bosworth
- 1911 : McKee Rankin's '49' de Hobart Bosworth
- 1911 : Out-Generaled de Francis Boggs
- 1915 : The Yellow Streak de Burton L. King
- 1915 : The Vengeance of Rannah de Tom Santschi
- 1916 : The Crisis de Colin Campbell
- 1916 : The Grinning Skull de George Nichols
- 1916 : Only a Rose de Burton L. King
- 1916 : Out of the Shadows de Burton L. King
- 1916 : The Private Banker de Tom Santschi
- 1917 : The Font of Courage de Burton L. King
- 1918 : Desert Law de Jack Conway
- 1919 : La Caravane (Wagon Tracks) de Lambert Hillyer